# 구상 성단

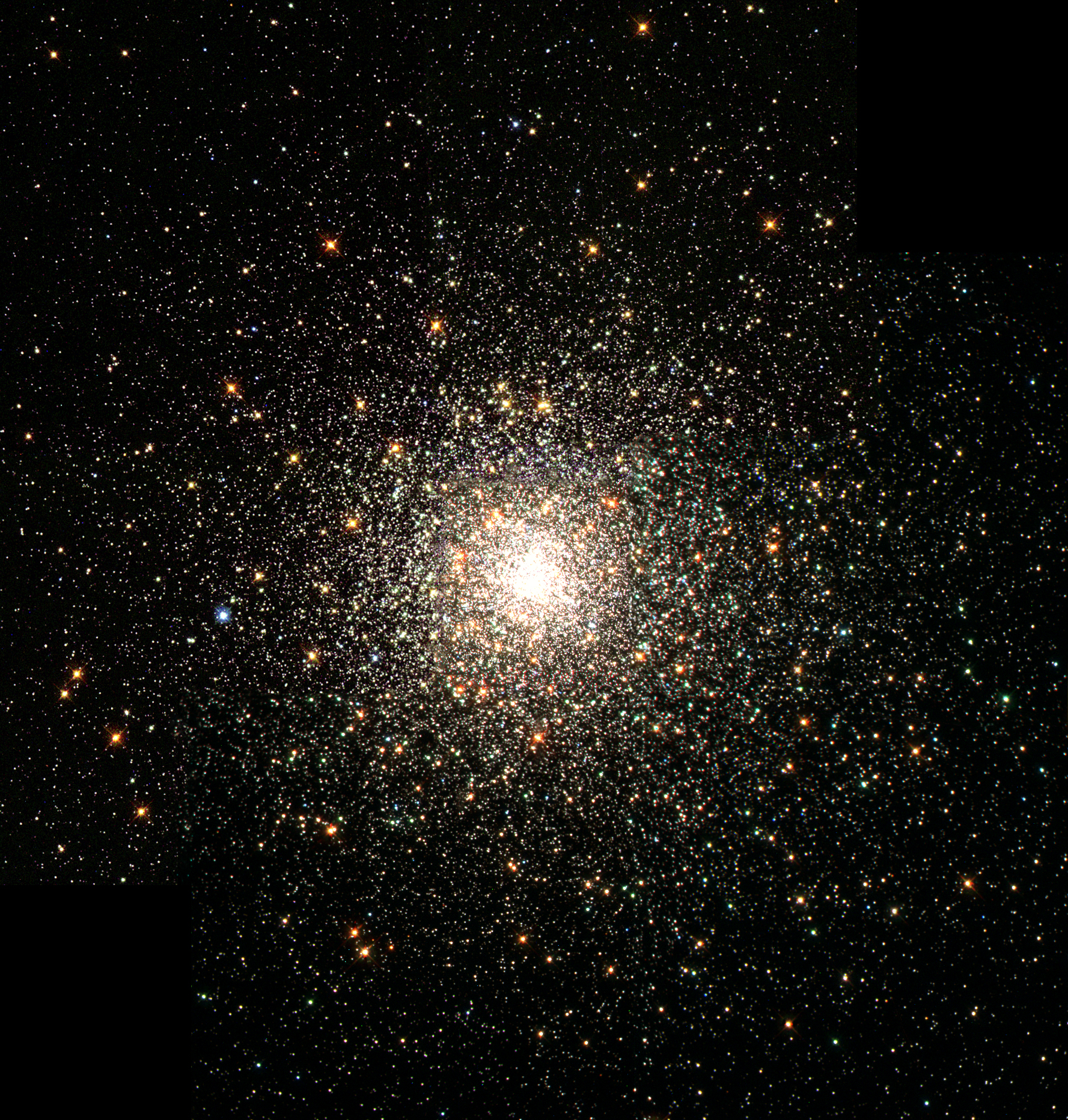
메시에 80.

구상 성단(球狀 星團, globular cluster, 문화어: 둥근별떼) 은 구형의 항성의 모임(성단)으로, 은하 중심의 주위를 마치 위성처럼 돈다. 구상 성단은 중력에 의해 단단히 유지되고 있으며, 이에 따라 구형의 모양을 유지하고, 중심으로 들어갈수록 별의 밀도가 높아진다.
은하 헤일로에서 발견되는 구상 성단은 은하 원반에서 발견되는 산개 성단과 비교하여 별이 상당히 많고 또 훨씬 늙은 별들로 이루어져 있다. 구상 성단은 제법 흔한 천체로서, 현재까지 약 150~158개이상의 구상 성단이 우리 은하에서 발견되었다. 또한 10~20개 정도가 아직 발견되지 않았을 가능성이 있다. 큰 은하일수록 구상 성단도 많을 것으로, 안드로메다 은하는 500개 정도의 구상 성단을 가지고 있을 것으로 생각된다. 은하단의 중심에 자리잡은 타원 은하, 예컨대 메시에 87 같은 것은, 13,000여개의 구상 성단을 거느리고 있다. 이 구상 성단들은 반지름 약 40 킬로 파섹(약 131,000 광년) 또는 그 이상에 달하는 궤도로 은하 주위를 공전한다.
국부 은하군의 질량이 충분한 은하는 모두 한 무리의 구상 성단을 거느리고 있으며, 지금까지 전천조사를 통해 발견된 거의 모든 큰 은하들은 구상 성단 계를 가지고 있다. 궁수자리 왜소타원은하와 큰개자리 왜소은하는 우리 은하에게 구상 성단(팔로마 12 등)을 빼앗기고 있는 과정 중인 것으로 보인다.
은하의 별들 중 가장 먼저 만들어진 별들이 구상 성단 안에 포함되어 있는 것으로 보이나, 은하 진화에 있어 구상 성단의 기원과 역할은 아직 불확실하다. 구상 성단이 왜소 타원 은하와는 명확히 다른 존재이며, 구상 성단의 형성은 모은하의 항성 형성의 일부라는 것은 확실해 보인다. 그러나 최근 천문학자들은 구상 성단과 왜소구형은하가 서로 명확히 구분될 수 있는 천체가 아닐 수도 있다는 추측을 제기하고 있다.

## 구상 성단 관측의 역사
| 성단            | 발견자                 | 발견시기 |
| --------------- | ---------------------- | -------- |
| 메시에 22       | 요한 아브라함 일레     | 1665년   |
| 오메가 센타우리 | 에드먼드 핼리          | 1677년   |
| 메시에 5        | 고트프리트 키르히      | 1702년   |
| 메시에 13       | 에드먼드 핼리          | 1714년   |
| 메시에 71       | 장필리프 드 세조       | 1745년   |
| 메시에 4        | 장필리프 드 세조       | 1746년   |
| 메시에 15       | 조반니 도메니코 마랄디 | 1746년   |
| 메시에 2        | 조반니 도메니코 마랄디 | 1746년   |

최초로 발견된 구상 성단은 메시에 22로, 1665년 독일의 아마추어 천문가 요한 아브라함 일레가 발견했다. 하지만 초기 망원경은 구경이 작았기 때문에 구상 성단의 별 각각을 구분할 수 있는 분해능은 샤를 메시에가 메시에 4를 관측할 때까지 확보되지 못했다. 최초로 발견된 구상 성단 8개가 오른쪽 표에 나열되어 있다. 1751 ~ 1752년, 니콜라 루이 드 라카유가 큰부리새자리 47, NGC 4833, 메시에 55, 메시에 69, NGC 6397을 자신의 성표에 수록했다. "메시에"(M)란 샤를 메시에의 목록에 올라간 천체에 붙는 것이고, NGC는 존 루이스 에밀 드레이어의 신판일반목록에 올라간 천체에 붙는 것이다.
윌리엄 허셜은 1782년 커다란 망원경들을 사용한

## 구상 성단의 형성

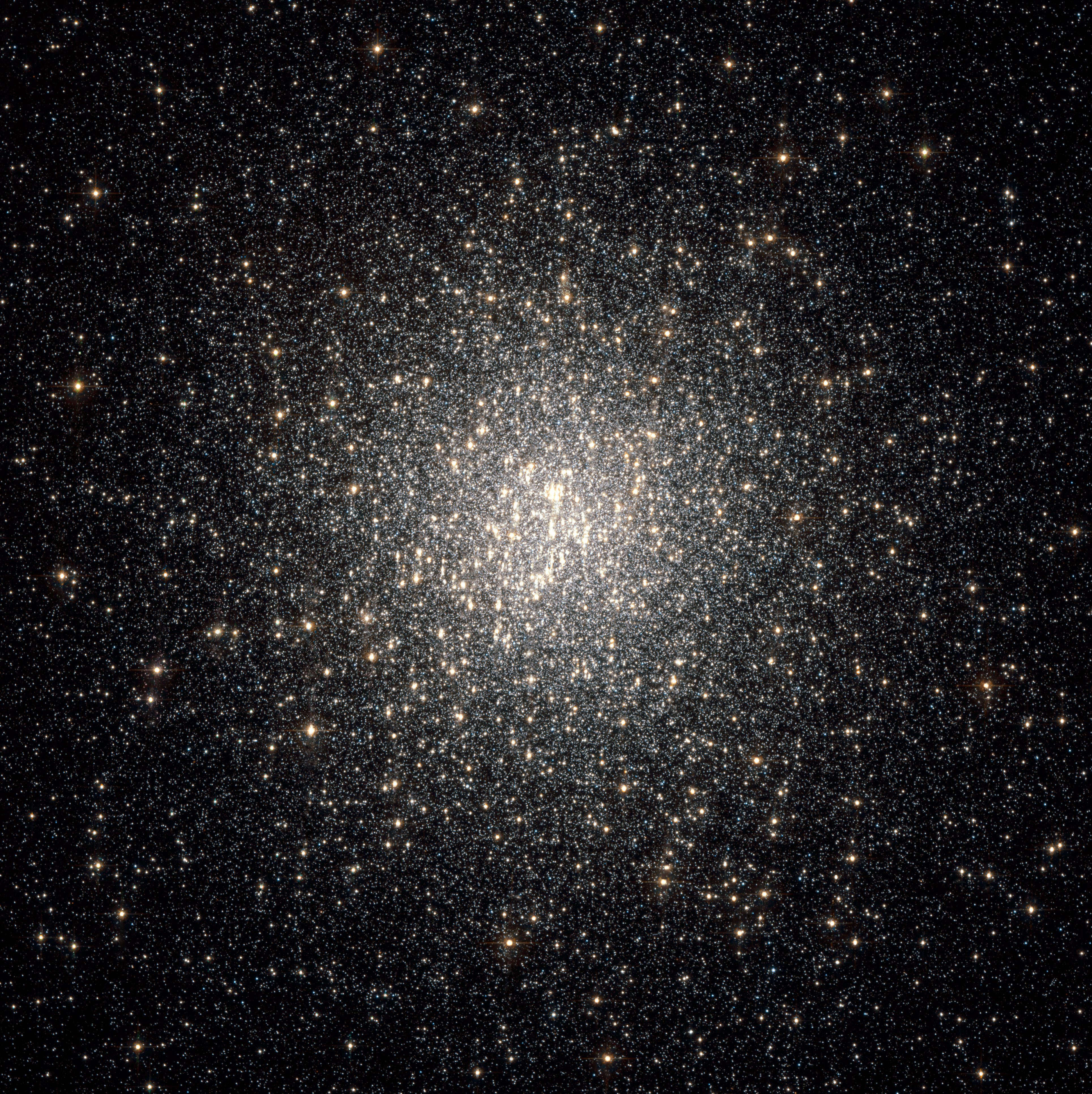
NGC 2808은 3개 세대의 별들을 모두 포함하고 있다. NASA image

구상 성단의 형성에 대한 이해는 현재로서 저조한 편이다. 구상 성단을 이루는 별들이 한 세대만에 만들어진 것인지, 아니면 수십억 년 동안 여러 세대에 걸쳐 만들어진 것인지도 아직 불확실하다. 많은 구상 성단에서, 대부분의 별들은 항성 진화의 대략적으로 같은 단계에 있으며, 이는 구상 성단의 별들이 동시에 만들어졌다는 것을 시사한다. 하지만 항성형성의 내력은 성단마다 달라서, 어떤 성단은 항성 종족이 뚜렷하게 나뉘는 경우도 있다. 그러한 경우의 좋은 예는 대마젤란 은하(LMC) 주위의 성단들이다. 이 성단들은 두 가지 항성종족을 가지고 있다. LMC 성단들이 지금보다 젊었을 때 거대분자운과 조우하였고, 그리하여 항성 형성을 한 번 더 겪게 되었을 가능성이 있다. 이 항성 형성 기간은 구상 성단의 나이와 비교해 상대적으로 짧았을 것이다.
또한 항성종족의 다양성을 동역학적으로 설명하려는 시도도 있다. 예컨대 더듬이 은하를 허블우주망원경으로 관측하면, 수백 파섹에 걸친 성단의 무리를 볼 수 있다. 이 성단들 중 다수는 최종적으로 충돌하고 합병할 것이다. 성단들 각각의 나이에는 차이가 있을 것이고, 이에 따라 합병되어 형성된 성단은 항성종족이 두 개 있거나 또는 그 이상 있을 수 있다는 것이다.

구상 성단 메시에 54.

구상 성단을 관측하면 이러한 항성 형성이 항성 형성이 효율적인 영역에서 주로, 성간매질이 일반적인 항성 형성 영역보다 밀도가 높은 곳에서 발생함을 알 수 있다. 구상 성단의 형성은 폭발적 항성생성 영역과 상호작용 은하에서 흔하다. 연구 결과, 타원은하와 렌즈형은하에서 은하중심의 초대질량 블랙홀(SMBH)의 질량과 구상 성단이 분포하는 범위 사이에 상관관계가 있음이 밝혀졌다. 이러한 은하들의 SMBH의 질량은 은하에 딸린 구상 성단들의 질량을 모두 합친 것에 가까운 경우가 많다.
현재까지 발견된 구상 성단들은 모두 활동적인 항성 형성을 나타내지 않는다. 이는 구상 성단이 은하 안의 천체들 중 가장 오래된 천체에 속하며, 최초로 만들어진 별들과 함께 존재한 적이 있다는 점과 부합한다. 우리 은하의 웨스터룬드 1과 같은 초성단(매우 큰 항성형성 영역)이 구상 성단의 전구체일 가능성이 있다.

## 구상 성단의 조성

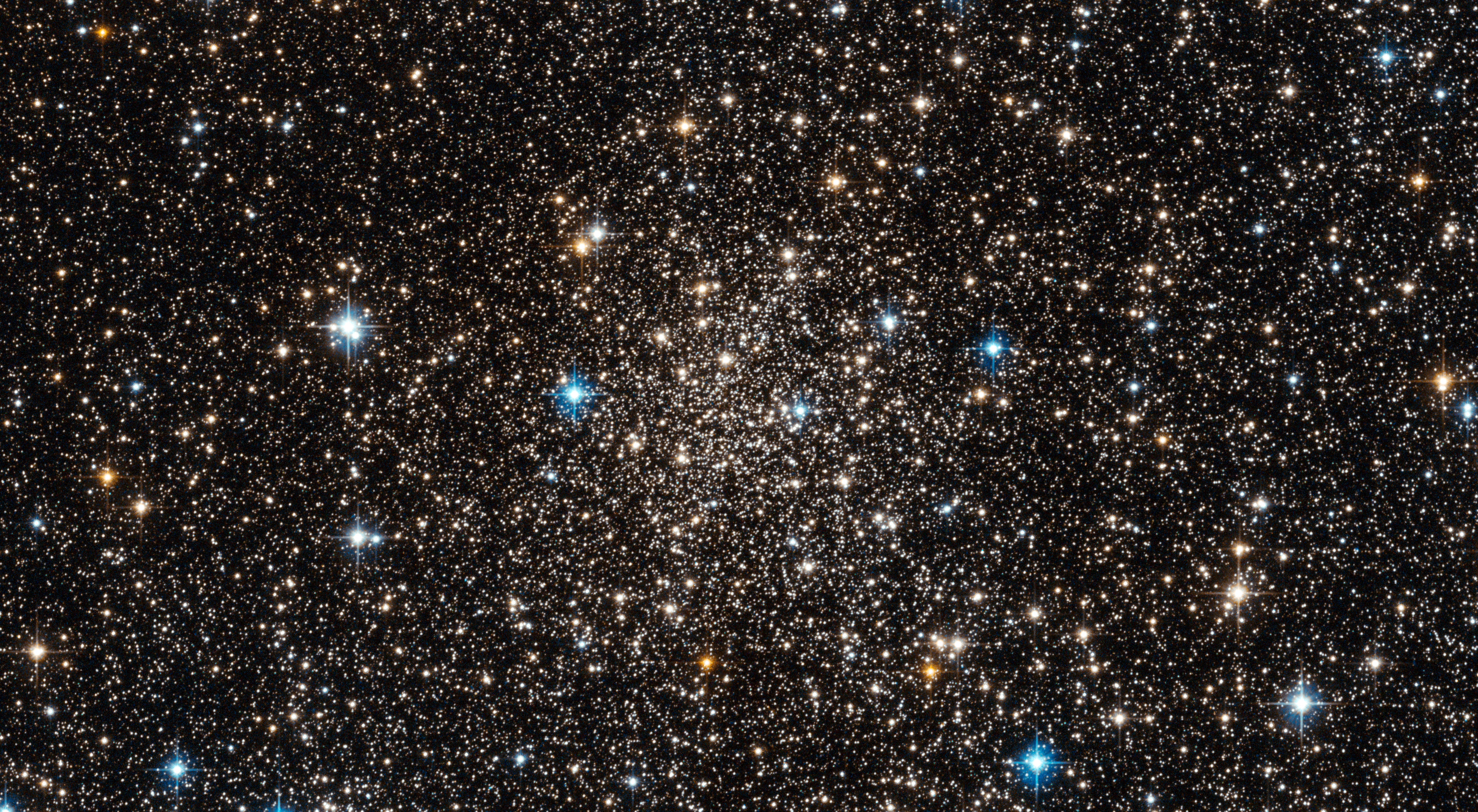
Djorgovski 1의 별들은 수소와 헬륨은 많으나, 나머지 원소들은 별로 없다. 천문학적인 용어로 이런 것을 "금속이 적다"(metal-poor)고 한다.

구상 성단들은 일반적으로 금속이 적은 늙은 별들이 수십만 개 모여 있다.  구상 성단에서 발견되는 별들의 유형은 나선은하의 팽대부의 그것과 유사하나, 불과 수백만 입방파섹 정도의 부피 속에 집중되어 있다. 가스나 먼지 따위는 거의 찾아볼 수 없으며, 이런 가스 먼지들은 오래 전에 모두 별이 된 것으로 생각된다.
구상 성단들은 매우 높은 밀도의 별들을 포함하고 있다. 평균적으로 1 입방파섹당 0.4개의 별이 들어있으며, 성단의 중심으로 들어가면 개수밀도가 1 입방파섹당 100에서 1000 개까지 치솟는다.
구상 성단의 별들 사이의 거리는 대체로 약 1 광년 정도이나, 중심에서는 그 거리가 불과 태양계의 크기 정도로 줄어든다. 이는 우리 태양계가 다른 별들과 떨어진 거리보다 100 ~ 1000배 짧은 것이다.
하지만 구상 성단은 행성계가 유지되기에는 좋지 못한 환경인 것으로 생각된다. 별들이 빽빽하기 그지없는 성단 중심 부근에서는 행성의 궤도가 지나가는 별들로 인해 섭동을 받아 불안정해질 것이다. 큰부리새자리 47처럼 밀도가 높은 구상 성단에 포함된 별의 주위를 반지름 1 AU 거리에서 공전하는 행성은 불과 108년 정도만 살아남을 수 있을 것이다. 구상 성단 메시에 4에서 펄사(PSR B1620−26) 주위를 도는 행성계가 발견된 적이 있기는 한데, 이 행성들은 펄사가 형성된 뒤에 만들어진 것으로 생각된다.
우리 은하 주위의 센타우루스자리 오메가라던가 안드로메다 은하 주위의 메이올 2 같은 구상 성단들은 유별나게 질량이 커서 수백만 태양질량에 달하며, 항성종족도 다양하다. 이 두 성단은 질량이 큰 구상 성단이 사실 더 큰 은하에게 잡아먹히는 왜소은하의 핵이라는 증거로 거론된다. 우리 은하의 구상 성단들 중 4분의 1 가량은 원래 왜소은하에 딸린 것이었다가 왜소은하가 우리 은하에게 먹힐 때 함께 딸려왔을 것으로 생각된다.
메시에 15를 비롯한 많은 구상 성단들의 중심부 질량은 극도로 크며, 블랙홀이 그 안에 있을 수도 있다. 다만 시뮬레이션 결과는 질량이 작은 블랙홀이나 중성자별, 질량이 큰 백색왜성으로도 같은 관측 결과가 나올 수 있다는 점을 시사한다.

### 금속성

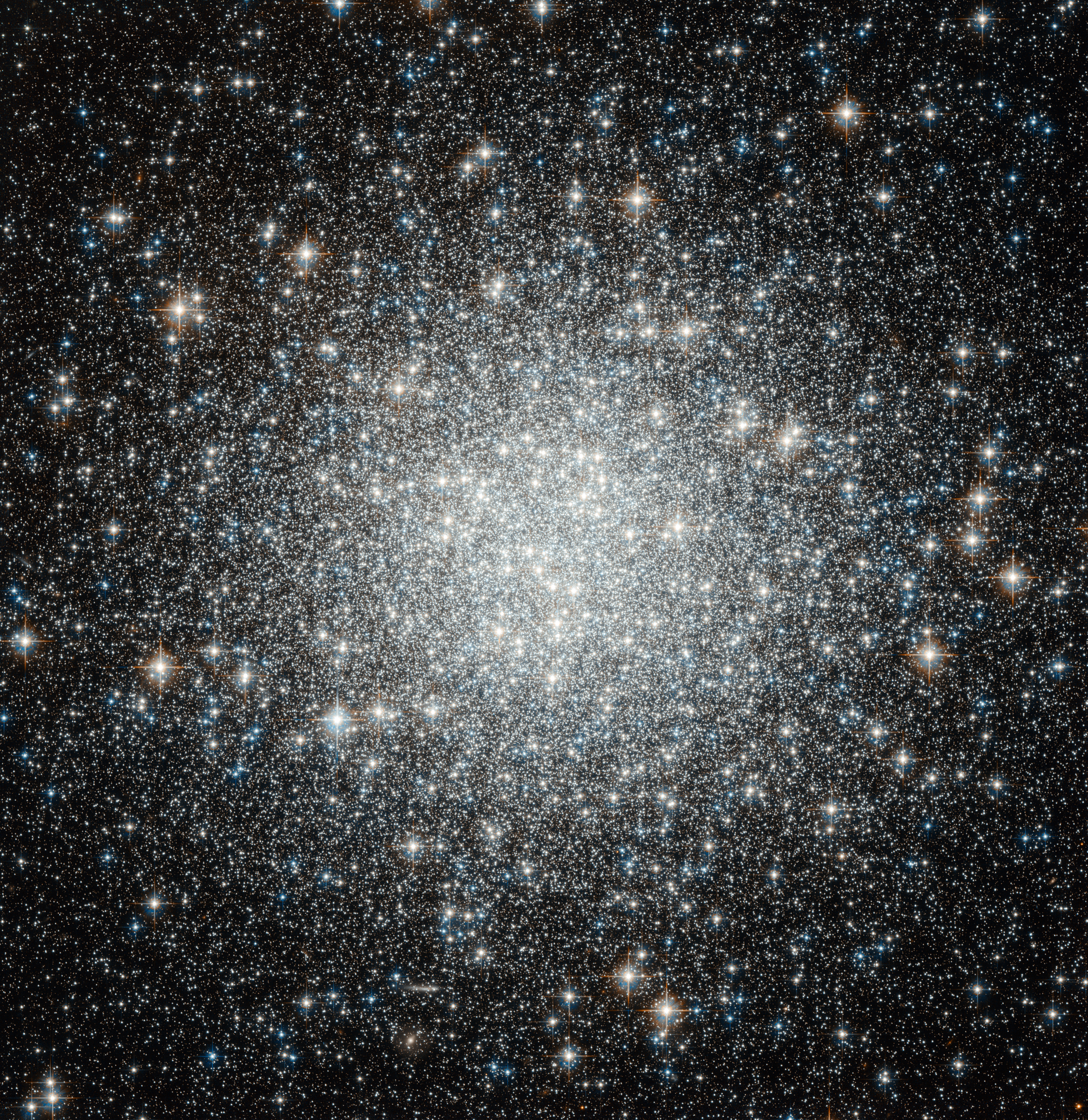
메시에 53은 청색 낙오성을 이례적으로 많이 가지고 있어 천문학자들을 놀라게 했다.

구상 성단은 대체로 수소와 헬륨을 제외한 나머지 원소의 비율이 태양을 비롯한 항성종족 1형 항성보다 적은 항성종족 2형 항성들로 이루어져 있다. 천문학자들은 수소와 헬륨보다 무거운 원소들을 통틀어 "금속"(metal)이라고 하고, 이 원소들이 차지하는 비율을 금속성이라고 한다. 금속들은 별 내부의 항성 핵융합의 결과 생성되며 별의 수명이 다하면 성간매질로 방출된다. 그리고 다음 세대의 별의 재료가 됨으로써 순환한다. 그런즉 별의 금속 비율은 별의 나이를 가늠할 수 있는 수단이 되는데, 대체로 늙은 별일수록 금속성이 낮다.
네덜란드 천문학자 피터르 오스터호프가 구상 성단을 두 개의 종족으로 나누었으며, 이를 "오스터호프 집단"(Oosterhoff groups)이라고 한다. 두 종족 모두 금속선이 약하게 나타나는데, 오스터포흐 1형(OoI) 성단은 2형(OoII) 성단만큼 약하지는 않다. 이에 따라 1형을 "금속 풍부"(metal-rich)라고도 하고(1형 구상 성단의 예로는 테르잔 7이 있다), 2형을 "금속 부족"(metal-poor)이라고도 한다(2형 구상 성단의 예로는 ESO 280-SC06이 있다).
두 성단종족은 많은 은하들에서 발견되었으며, 특히 질량이 큰 타원은하에서 많이 발견되었다. 두 집단 모두 우주의 나이만큼이나 오래된 천체들이며, 나이도 비슷하나 금속함량만 차이가 난다. 이러한 종족 차이를 설명하기 위해 가스가 풍부한 은하의 격렬한 충돌이라거나, 왜소은하의 강착이라거나, 단일 은하에서 복수의 항성 형성 단계가 일어났다거나 하는 등 다양한 가설들이 제안되었다. 우리 은하의 경우 금속 부족 성단들은 헤일로에, 금속 풍부 성단들은 팽대부와 관련이 있다.
우리 은하의 저금속 성단들의 대다수는 은하헤일로의 바깥쪽 면을 따라 분포한다. 이러한 결과는 2형 구상 성단들이 우리 은하의 가장 오래된 천체들이라기보다는 위성은하에서 포획된 것이라는 관점에 유리한 증거이다. 이 관점에 의하면 두 성단 종족 사이의 차이점은 우리 은하에서 구상 성단들(1형)이 형성된 시기와 포획된 위성은하에서 구상 성단들(2형)이 형성된 시기 사이에 시간 간격이 존재하는 것으로 설명할 수 있다.

### 특이한 요소
구상 성단은 별의 개수밀도가 매우 높으며, 때문에 별 사이의 상호작용이나 충돌 등의 현상이 상대적으로 자주 일어난다. 이로 인해 청색 낙오성이나 밀리초 펄사, 저질량 엑스선 쌍성 등 특이한 별들이 구상 성단에는 훨씬 흔하다. 청색 낙오성은 아마 별 두 개가 충돌해서 하나로 합쳐진 결과 형성된 것으로 생각된다. 충돌 결과 형성된 별은 구상 성단의 다른 별들보다 온도가 높고, 때문에 성단이 만들어질 때 함께 만들어진 주계열성들과 구분된다.

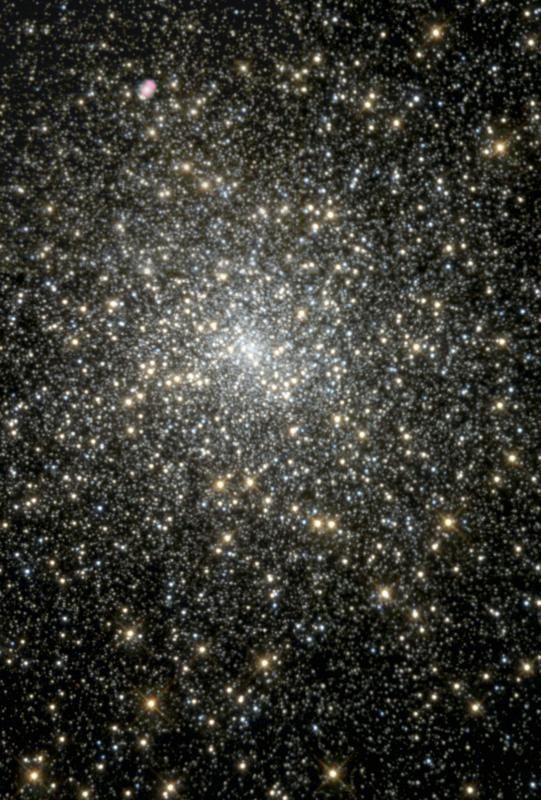
구상 성단 메시에 15는 중심에 중간질량 블랙홀을 품고 있을 가능성이 있다. NASA image.

1970년대 이후 천문학자들은 구상 성단 속에 있을지 모르는 블랙홀을 찾고 있다. 그러나 그런 임무를 수행하기 위해서는 엄청나게 좋은 분해능이 필요하고, 허블우주망원경으로만 수행할 수 있다. 허블망원경의 관측 결과에 기반한 독립적인 연구 프로그램들에서 구상 성단 메시에 15는 4,000 태양질량, 안드로메다 은하에 딸린 구상 성단 메이올 II는 20,000 태양질량짜리 중간질량 블랙홀을 품고 있을 것이라는 추측이 제기되었다. 메이올 II에서 방출되는 엑스선과 전파는 중간질량 블랙홀의 그것과 일치한다.
만약 추측이 사실이라면, 이것은 항성질량 블랙홀과 은하중심의 초대질량 블랙홀 사이의 중간질량 블랙홀이 최초로 관측적으로 확인된 것이기에 특히 관심의 대상이 된다. 이 중간질량 블랙홀들의 질량은 구상 성단의 질량에 비례하며, 이는 은하중심 초대질량 블랙홀과 은하 사이의 질량 관계에서 먼저 밝혀진 패턴과 유사하다.
그러나 구상 성단 속의 중간질량 블랙홀이라는 생각에 대한 회의론도 존재한다. 구상 성단 안에서 가장 무거운 천체들은 질량분리라는 현상으로 인해 성단 중심으로 이동하게 된다. Holger Baumgardt와 공저자들이 저술한 두 논문에서 지적한 바에 따르면, 질량 대 광도비가 블랙홀 없이도 성단 중심으로 갈수록 날카롭게 치솟는다. 메시에 15와 메이올 II 둘 모두 그러하다.

## 구상 성단의 색등급도

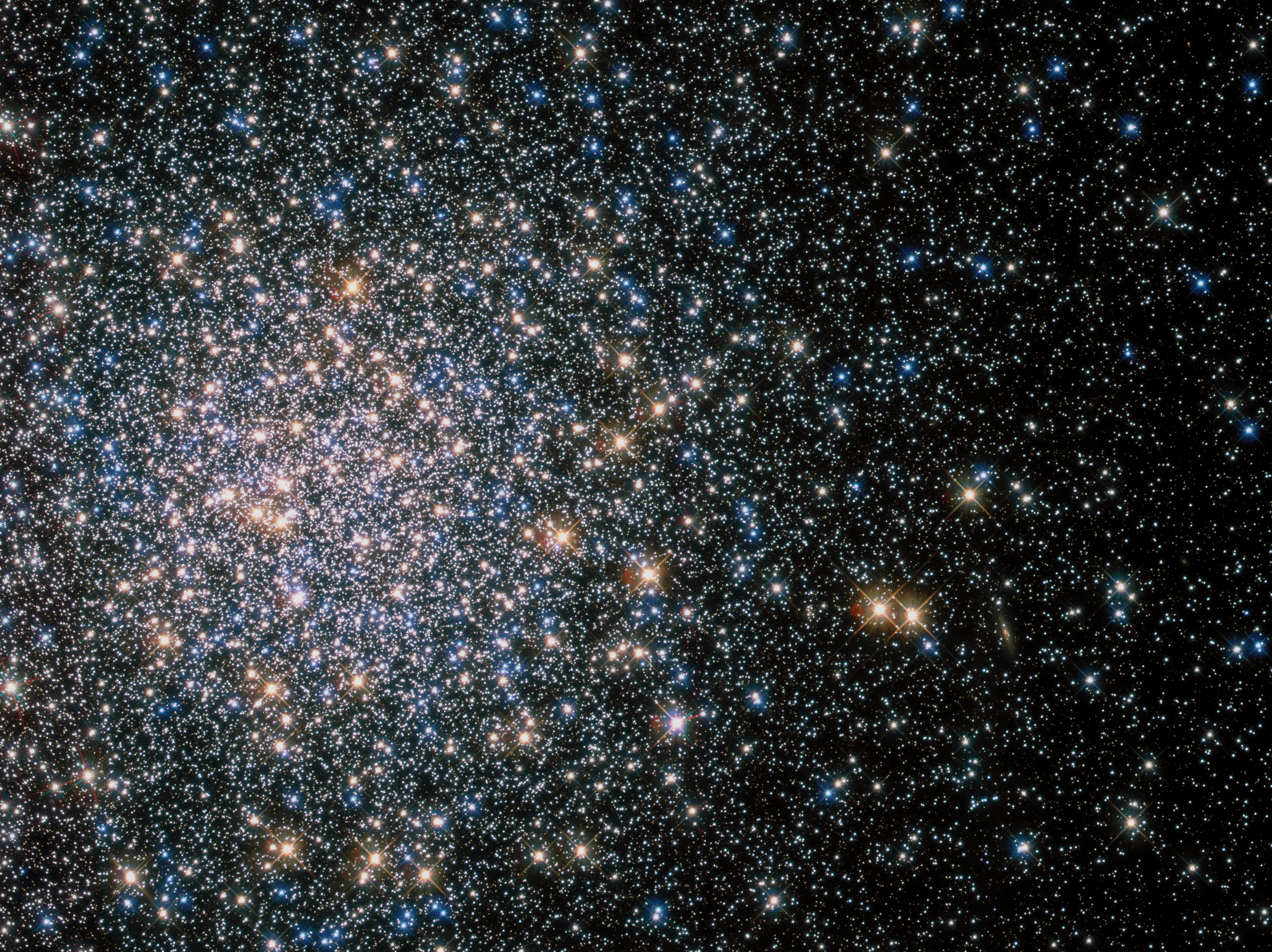
메시에 5는 수백 수천 개의 별들이 서로의 중력으로 인해 묶여 있는 구상 성단이다.

헤르츠스프룽-러셀도표(HR도표)는 큰 표본에 대하여 별들의 절대등급과 색지수에 대한 분산 그래프를 그린 것이다. 색지수 B-V는 청색광 대역(B) 등급에서 가시광(녹황색) 대역(V) 등급을 뺀 것이다. 이 값이 클수록 표면온도가 낮은 붉은 별이고, 작을수록 표면온도가 뜨거운 푸른 별이다. 이것은 등급 숫자는 별이 밝을 수록 작아지기 때문이다.
태양 주위의 별들에 대한 HR도표를 그려보면 다양한 질량, 나이, 조성을 가진 별들의 분포를 볼 수 있다. 대다수의 별들이 온도가 뜨거워질수록 절대등급이 높아지는(즉 오른쪽 아래에서 왼쪽 위로 올라가는) 비스듬한 곡선 위에 떨어지는데, 이 곡선을 주계열이라고 하고, 주계열 위에 떨어지는 별을 주계열성이라 한다. 그리고 항성 진화의 후기 단계에 들어선 별들은 이 주계열 곡선에서 벗어난 것을 볼 수 있다.
구상 성단 안에 포함된 별들은 지구로부터 대략적으로 같은 거리에 떨어져 있다고 가정할 수 있으므로(지구에서 구상 성단까지의 거리에 비해 구상 성단 내부의 별끼리의 거리는 매우 작다), 서로 실시등급이 차이나는 만큼 절대등급이 차이날 것이다. 구상 성단 안에 주계열성이 있다면 태양 주위의 별들로 그린 HR도표에서와 유사하게 곡선 위에 떨어질 것이다. 이 가정의 정확성은 태양계 가까이 있는 단주기 변광성(거문고자리 RR형 변광성이나 세페이드 변광성)의 등급과 구상 성단 안에 있는 단주기 변광성의 등급을 비교함으로써 확인할 수 있다.
이 곡선들을 HR도표상에 맞춰 봄으로써 성단의 주계열성들의 절대등급을 알아낼 수 있다. 그러면 실시등급과 절대등급의 차이인 거리지수를 얻을 수 있으며, 이로써 성단까지의 거리를 추산할 수 있다.
특정 구상 성단의 별들을 HR도표상에 뿌리면, 대부분의 경우 거의 모든 별들이 명확한 곡선을 그린다. 도표의 전체적 모양은 태양 근처 별들의 HR도표와 생긴 본새가 다르다. 구상 성단의 HR도표는 별들의 나이와 기원에 따라 각 부분을 묶을 수 있다. 구상 성단의 곡선 모양이 특징적인 것은, 구상 성단을 이루는 별들이 거의 동시에 거의 같은 물질로 생성되었고, 질량만 다르기 때문에 만들어진다. HR도표상에서 각 별의 위치는 별의 나이에 따라 달라지기에, 구상 성단의 전체 곡선 모양을 살펴보면 그 구상 성단이 얼마나 오래된 것인지 알 수 있다.
그러나 상술한 구상 성단의 나이와 거리를 알아내는 방법은 처음에는 그다지 견고하지 못했다. 구상 성단의 모양과 광도를 색등급도상에 나타내자니 너무 많은 변수의 영향을 받았고, 그 중 다수는 여전히 연구가 진행 중이다. 특정 성단들은 아예 다른 성단에는 없는 항성집단을 보여주거나(e.g. 청색 후크별) 복수의 집단을 보여주기도 한다.  구상 성단을 이루는 별들은 모두 동시에 태어났다는 기존의 패러다임은 뒤집히기 시작하는 중이다(e.g., NGC 2808). 또한, 색등급도상에서의 성단의 형태학, 거문고자리 RR형 변광성 같은 거리 지표들의 밝기 같은 것들도 관측적 편향에 영향을 받을 수 있다. 대표적인 사례가 섞임(blending) 효과로, 구상 성단의 핵 근처는 항성 밀도가 너무 높아서 저해상도 관측을 수행하면 복수의 분해되지 않은 별들이 하나의 타겟으로 잡히게 된다. 이렇게 되면 하나의 별이 말도 안 될 정도로 너무 밝게 측정되고, 이렇게 분해되지 않은 별의 밝기를 이용하여 측정한 거리는 틀릴 수밖에 없다. 더욱 중요한 문제는, 일부 연구자들은 이러한 섞임 효과가 우주 거리 사다리 전체에 구조적 불확정성을 가져올 수 있다고 주장한다는 것이다. 이에 따르면 우주의 나이와 허블 상수의 값 역시 이러한 편향에서 자유로울 수 없다.

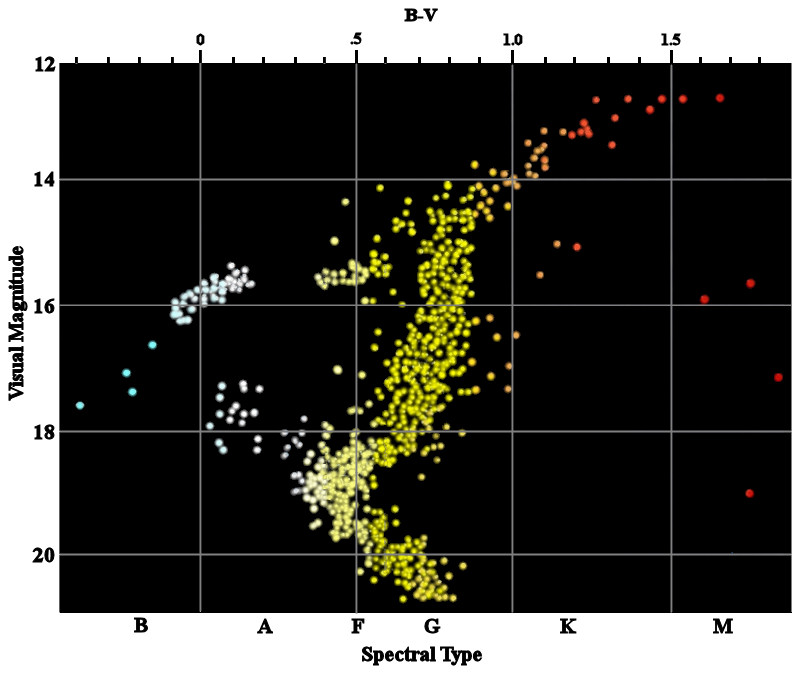
메시에 3의 색 등급도. 절대 등급 +19등급 부근에서 꺾이는 부분이 있음에 주목. 이 지점부터 별들이 주계열을 이탈해 거성으로 진화한다.

주계열성은 질량이 클수록 밝다(즉 절대등급이 높다). 그리고 이것들은 먼저 거성으로 진화한다. 구상 성단이 나이를 먹으면서 그보다 질량이 작은 별들이 점차적으로 거성으로 진화하게 된다. 때문에 항성종족이 하나뿐인 성단은 주계열을 이탈해 거성으로 진화하기 시작한 별이 어느 지점에 있는지를 살펴봄으로써 그 나이를 가늠할 수 있다. HR도표상에서 주계열이 오른쪽 아래에서 왼쪽 위 방향으로 올라가다가, 거성으로 진화하기 시작한 별들이 있는 지점에서 무릎 관절 모양으로 홱 꺾여 오른쪽 위 방향으로 올라가기 시작한다. 이 꺾이는 지점의 절대등급은 구상 성단의 나이에 대한 직접적 함수이다.
백색왜성 중 가장 차가운 것들의 온도를 살피는 방법으로도 구상 성단의 나이를 측정할 수 있다. 전형적인 구상 성단의 나이는 약 127억 년이다. 산개 성단의 나이가 불과 1천만 년 정도에 불과하다는 것과 좋은 비교가 된다.
구상 성단의 나이는 전체 우주의 나이의 하한으로 작용한다. 이 하한은 물리우주론에서 중요한 제약으로 작용한다.  과거 천문학자들은 우주론 모형에서의 우주의 나이보다도 구상 성단이 나이가 많아 보이는 것에 당황했다.  그러나 심우주 조사 및 허블우주망원경을 비롯한 인공위성들에 의해 우주 변수들이 보다 정확하게 측정됨으로써 이 문제는 해결된 것처럼 보인다.
구상 성단의 진화에 관한 연구는 성단을 형성한 가스와 먼지의 초기 조성으로 인한 변화를 알아내는 데도 사용할 수 있다. 주계열성의 진화경로는 중원소의 함량에 따라 달라진다. 구상 성단을 연구해서 얻어낸 자료를 우리 은하 전체의 진화를 가늠하는 데 사용할 수도 있다.
구상 성단 안에서 청색 낙오성이라고 불리는 별들이 소수 발견된 바 있다. 이들은 구상 성단의 다른 별들과 비교해서 더 밝고 푸르며, 구상 성단의 HR도에서 나타나는 전체적 곡선에서 떨어진 왼쪽에 위치("낙오")해 있다. 이 별들이 왜 여기 있는지는 아직 불확실하나, 일각에서는 이들이 다중성계에서의 질량 이동의 결과가 아닌가 추측하고 있다.

## 구상 성단의 형태학

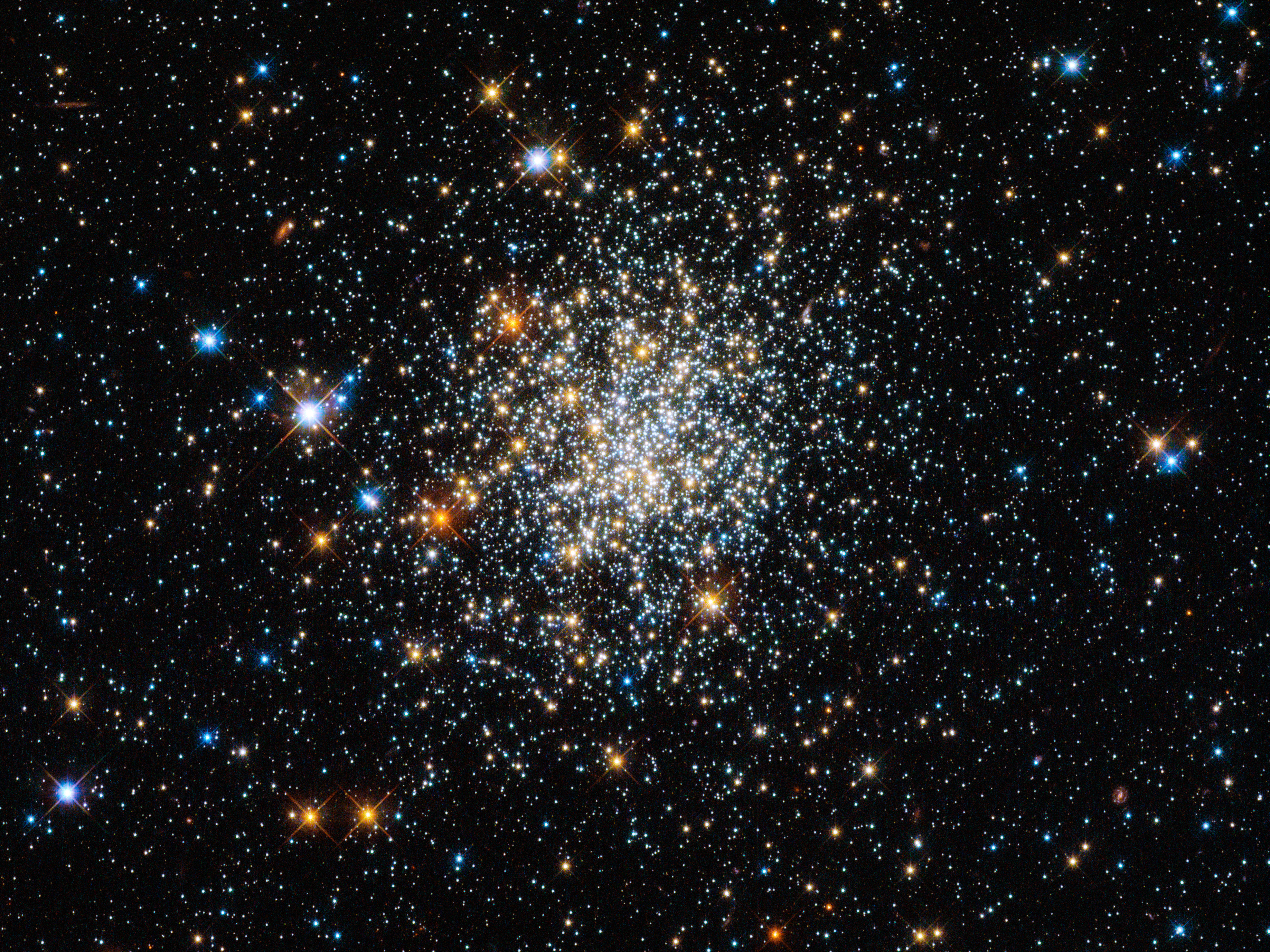
NGC 411은 산개 성단으로 분류된다.

산개 성단과 달리 대부분의 구상 성단들은 별들의 수명 이상으로 오랜 시간동안 상호간 중력적 속박을 유지한다. 하지만 다른 거대한 질량과 조우해서 강력한 조석력을 받았을 경우 별들이 흩어질 수 있다.
일단 구상 성단이 형성되고 나면, 성단 안의 별들은 서로 중력적으로 상호작용하기 시작한다. 별들의 속도벡터가 서서히 변하고 그 결과 오랜 시간이 지나면 모든 별들이 자신의 최초 속도를 잃어버리게 된다. 이 과정에 걸리는 시간을 완화 시간이라 한다. 이것은 계 안에 들어있는 별의 개수, 또 별이 성단을 가로지르는 데 걸리는 시간과 관계가 있다. 완화 시간의 크기는 성단마다 다르나, 평균적인 값은 109년 정도이다.
| 은하      | 이심률    |
| --------- | --------- |
| 우리 은하 | 0.07±0.04 |
| LMC       | 0.16±0.05 |
| SMC       | 0.19±0.06 |
| M31       | 0.09±0.04 |

구상 성단이 대체로 구형의 형태를 나타내나, 조석적 상호작용에 의해 이심률이 발생(즉 타원체로 변화)할 수 있다. 우리 은하에 딸린 구상 성단이나 안드로메다 은하에 딸린 구상 성단들은 대체로 편구(偏球) 모양을 하고 있으나, 마젤란 은하에 딸린 구상 성단들은 보다 더 타원체에 가깝다.

## 관측

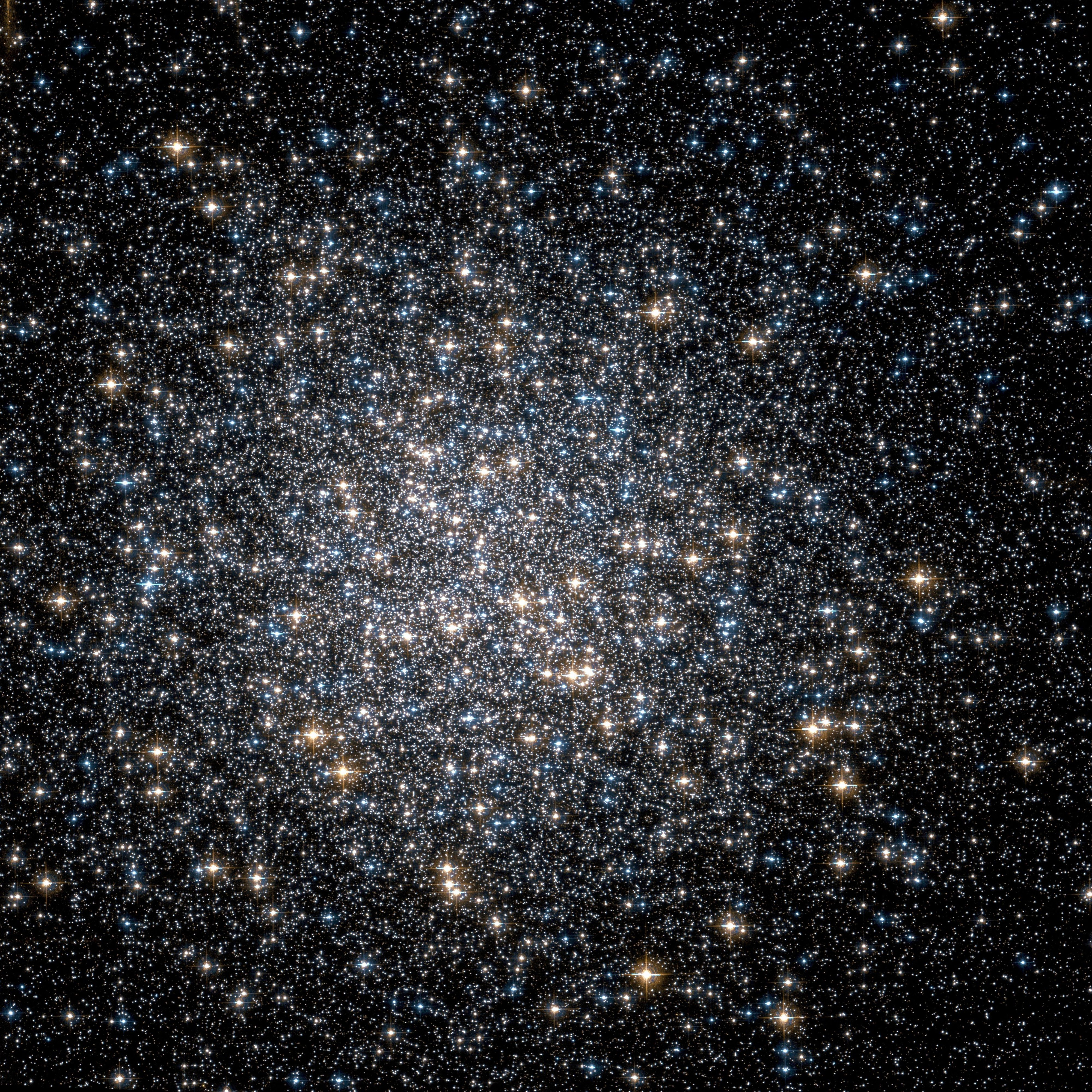
M13

구상 성단을 대구경 천체 망원경의 고배율로 보면 많은 관측거리를 볼 수 있다.
1. Dark lane : 구상 성단에 있는 검은색 줄(성단의 어두운 부분이나 암흑대가 겹쳐저 보이는 것으로 추정되어있지만, 성단 안에 암흑대가 있는 것으로 추정되지는 않는다. 그 이유는 구상 성단은 늙은 별의 집단이기 때문에 별의 탄생과 관련있는 암흑대가 구상 성단 안에 있는 것은 불가능하다.
1-1.대표적인 암흑대:m13의 프로펠러
2.Star chain : 스타 체인은 원래 존재하는 것이 아닌 눈으로 별을 이어서 만드는 것이다.(쉽게 얘기하면 성단 속의 별자리라고 생각하면 된다.

### 반경
천문학자들은 구상 성단의 형태를 여러 표준반경들을 통해 특징짓는다. 여기에 사용되는 반경으로는 핵반경({\displaystyle r_{c}}), 유효반경({\displaystyle r_{h}}), 조석반경({\displaystyle r_{t}})이 있다. 구상 성단의 광도는 핵에서 멀어질수로 꾸준히 감소한다. 핵반경은 이렇게 감소하는 겉보기 광도가 절반이 되는 지점의 거리이다. 이와 비교되는 양은 유효반경으로, 총 광도의 절반을 내보내는 반경이다. 보통 유효반경이 핵반경보다 크다.
유효반경 안에 들어온 항성들 중에는 우리의 시선 방향에 위치한 별들도 있음을 명심하자. 그래서 이론천문학자들은 성단의 총 질량의 절반이 되는 반경인 반질량반경({\displaystyle r_{m}})을 또 설정한다. 반질량반경이 전체 크기에 비해 상대적으로 작으면, 그 구상 성단은 핵의 밀도가 높은 것이다. 이러한 사례로는 메시에 3이 있는데, 이 성단의 겉보기 크기는 18 각분이지만 반질량반경은 1.12 각분에 불과하다.
대부분의 구상 성단의 유효반경은 10 파섹 이하이나, 그보다 큰 구상 성단들도 존재한다. 예컨대 NGC 2419는 18 파섹이고, 팔로마 14는 25 파섹이다.
마지막으로 조석반경은 로슈 한계라고도 한다. 이것은 모은하의 중력이 구상 성단 자체의 중력보다 구상 성단 내부의 항성들에게 미치는 영향이 더 커지기 시작하는 지점이다. 이 거리에 있는 항성은 은하에 의해 성단으로부터 떨어져 나갈 수 있다. 메시에 3의 조석반경은 약 40 각초, 또는 지구로부터의 거리가 10.4 킬로파섹이므로 조석반경은 약 113 파섹이다.

### 질량격리, 광도와 중심붕괴
구상 성단의 중심에서부터의 거리에 대한 광도의 곡선을 측정해 보면, 우리 은하에 딸린 성단들은 대부분 이 거리가 줄어들수록 광도가 꾸준히 증가한다. 그러다가 중심에서 일정 거리 안에 들어가면 그 뒤로는 광도가 일정하게 유지된다. 대체로 이 거리는 중심에서 1 ~ 2 파섹이다. 하지만 구상 성단 중 20% 정도는 "중심붕괴"(core collapse)라는 과정에 있는데, 이런 성단들은 중심부분에 들어가서도 광도가 계속 증가한다. 중심붕괴 구상 성단의 예로는 메시에 15가 있다.

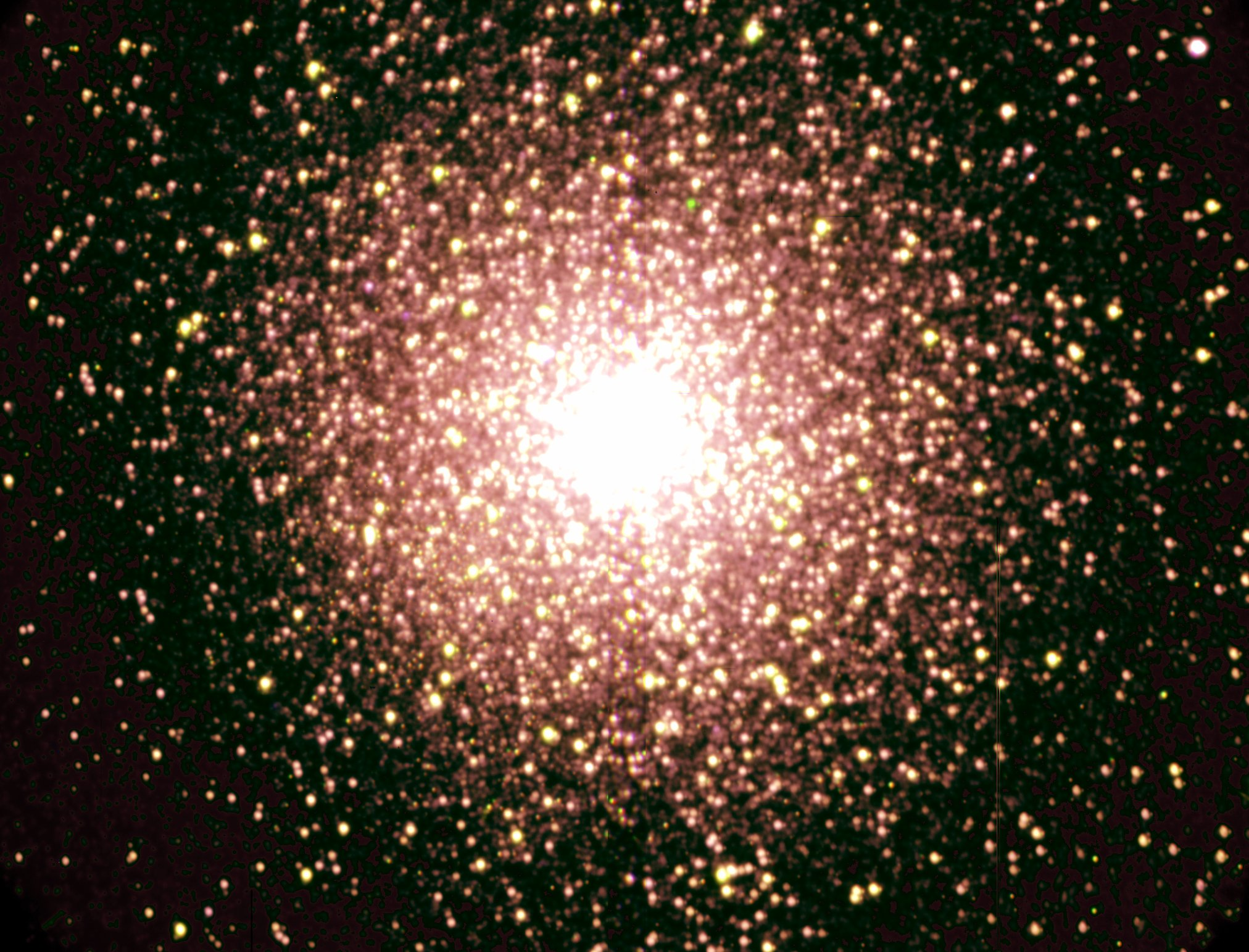
큰부리새자리 47은 우리 은하에 딸린 구상 성단들 중 센타우루스자리 오메가 다음으로 광도가 크다.

중심붕괴는 구상 성단 내의 질량이 큰 항성들이 보다 질량이 작은 항성들과 만날 때 발생하는 것으로 생각된다. 시간이 지남에 따라 성단의 항성 각각은 중심에서 바깥쪽으로 이동하는 동역학적 과정을 거친다. 그 결과는 중심부의 알짜 운동 에너지의 감소로 나타난다. 그러면 중심부에 남아 있던 항성들은 더욱 밀집된 부피 안에 모이게 된다. 이러한 중력열역학적 불안정 상태가 되면 성단의 중심부는 항성들로 바글바글 밀집되고 성단의 표면밝기는 멱법칙 첨점을 이룬다. (중심붕괴가 이러한 광도 분포를 나타낼 수 있는 유일한 원인이 아님에 주의. 중심부에 무거운 블랙홀이 있을 경우에도 광도 첨점이 나타난다.) 이렇게 긴 시간이 지나면 중심 근처에 질량이 큰 별들이 집중되게 되는데, 이 현상을 질량격리라고 한다.
쌍성계의 동역학적 가열 효과는 성단이 초기에 중심붕괴 하는 것을 막아준다. 항성 하나가 쌍성계 근처를 지나갈 경우, 쌍성의 공전궤도는 수축하면서 에너지를 내보내는 경향이 있다. 이러한 상호작용으로 인해 쌍성계들이 역학적 에너지를 소진한 뒤에야 중심 깊숙한 곳으로의 붕괴가 진행될 수 있다. 그에 반해 중심붕괴를 가속시키는 형상으로는 구상 성단이 나선은하의 은하평면을 반복해서 통과하는 등의 이유로 생기는 조석충격 효과가 있다.
중심붕괴는 세 단계로 나뉜다. 구상 성단의 유년기에는 중심 근처의 항성들로만 중심붕괴가 진행된다. 쌍성계들 사이의 상호작용은 구상 성단이 장년기에 접어들 때까지 그 이상의 붕괴가 일어나지 않도록 막는다. 그러다 중심의 쌍성들이 흩어지거나 튕겨나가고 나면 핵 주위가 더욱 빽빽하게 밀집된다. 붕괴된 중심 속에서의 항성간 상호작용은 동반성간의 사이가 가까운 빽빽한 쌍성계를 만들어낸다. 다른 항성들이 이들 빽빽한 쌍성계와 상호작용하면 핵의 에너지가 증가하고 성단은 다시 팽창한다. 많은 은하들의 구상 성단이 중심붕괴 단계를 지나 재팽창 단계에 들어서 있기에, 중심붕괴가 일어나는 시간은 보통 은하의 나이보다는 적을 것이다.
허블우주망원경은 이러한 구상 성단 내부의 질량에 따른 항성 정렬을 지지하는 관측적 증거를 제공하였다. 무거운 항성들은 속도가 느려지고 성단의 핵 주위에 모여 있지만, 가벼운 항성들은 속도가 빨라지고 성단의 주변부에서 더 많은 시간을 보내는 경향을 나타냈다. 구상 성단 큰부리새자리 47은 항성 약 1백만 개로 이루어져 있는데, 남반구에서 가장 밀도가 높은 구상 성단 중 하나이다. 이 성단이 철두철미한 사진 측광의 대상으로 선정되었고, 천문학자들은 성단의 항성들의 움직임을 추적했다. 이 성단에 속한 항성들 중 약 15,000 개의 정밀한 속도가 얻어져 있다.
2008년 John Fregeau는 우리 은하의 구상 성단 13개를 연구하여 이 중 3개가 이례적으로 많은 엑스선원 또는 엑스선 쌍성을 갖고 있음을 발견했다. 이는 성단의 나이가 장년기라는 것을 시사한다. 문제의 성단들은 그전까지는 중심에 항성들이 매우 빽빽하게 밀집되어 있어 노년기로 분류되었었다. 이는 Fregeau가 연구한 나머지 10개의 성단을 비롯하여 장년기로 생각되었던 다른 구상 성단들은 사실 청년기일 수 있다는 함의를 내포하고 있다.
우리 은하와 안드로메다 은하의 구상 성단들의 광도는 가우스 곡선으로 모형화할 수 있다. 이 가우스 곡선은 평균등급 {\displaystyle M_{V}}에 대한 것이며, 분산은 {\displaystyle \sigma 2}이다. 구상 성단의 광도의 분포를 구상 성단 광도함수(Globular Cluster Luminosity Function; GCLF)라고 부른다. 우리 은하의 경우 {\displaystyle M_{V}=-7.20\pm 0.13,\sigma =1.1\pm 0.1} 등급이다. GCLF는 다른 은하까지의 거리를 재는 표준촉광으로도 사용된다. 이는 물론 다른 은하의 구상 성단들도 우리 은하의 구상 성단들과 같은 광도분포를 갖는다는 가정하에 이루어진다.

### 다체 문제
구상 성단 안의 별들 사이의 상호작용을 계산하기 위해서는 소위 다체 문제라는 겻을 해결해야 한다. 성단이 품고 있는 별의 총 개수가 N개일 때, 각각의 별들은 N－1개의 다른 별들과 계속적으로 상호작용한다. 동역학적 시뮬레이션을 하는 데 있어 필요한 단순 CPU 계산량은 N3에 비례하여 증가하므로, 구상 성단의 내부운동을 정확하게 시뮬레이션하기 위해 필요한 전산 필요량은 어마어마할 것이다. 구상 성단의 다체동역학을 수학적으로 시뮬레이션하기 위한 효과적인 방법은 구상 성단을 작은 부피와 속도 범위로 나누고 항성들의 위치를 확률로써 나타내는 것이다. 그러면 운동은 포커-플랑크 방정식이라는 공식으로 기술된다. 방정식의 단순화된 형태를 풀거나, 몬테카를로 시뮬레이션을 돌려 무작위 값을 사용할 수도 있다. 그러나 쌍성계의 효과나 외부 중력원(우리 은하라던지)의 간섭이 고려된다면 시뮬레이션은 훨씬 어려워진다.
다체 시뮬레이션의 결과는 구상 성단 안의 항성들이 기묘한 궤적으로 움직일 수 있음을 보여준다. 중심의 한 질량의 주위를 공전하는 하나의 항성이 아닌, 만곡선을 그리거나 또는 중심을 향해 곧장 떨어지기도 한다. 게다가 다른 항성들과의 상호작용으로 속도가 증가하여 일부 항성은 성단을 탈출할 수 있는 충분한 에너지를 얻기도 한다. 그 결과 오랜 시간에 걸쳐 성단은 흩어질 것이며, 이 과정을 증발(evaporation)이라고 이름붙였다. 구상 성단이 증발하는 데 걸리는 일반적 시간척도는 1010년 정도이다. 2010년에는 구상 성단의 일생 전체에 걸쳐 다체 시뮬레이션을 항성 하나하나마다 직접 계산하는 것이 가능해졌다.
항성계들 중 쌍성계가 상당한 비율을 차지하며, 거의 절반 이상의 항성들이 쌍성계를 형성한다. 구상 성단에 대한 수치적 시뮬레이션 결과 쌍성계들이 구상 성단의 중심붕괴 과정을 늦추거나 또는 아예 되돌릴 수 있음이 밝혀졌다. 성단의 한 항성이 쌍성계와 중력적으로 조우하면 쌍성계의 두 동반성은 서로 가까워지고 단독성의 운동에너지가 증가한다. 이러한 과정을 통해 성단 안의 질량이 큰 항성들이 빨라지면 중심을 향한 수축을 줄이고 중심붕괴를 저해할 것이다.
구상 성단의 최후는 꾸준히 수축이 일어나 항성들이 중심에 강착되던가, 또는 바깥쪽의 항성들이 서서히 벗겨지던가 둘 중 하나일 것이다.

### 중간 형태

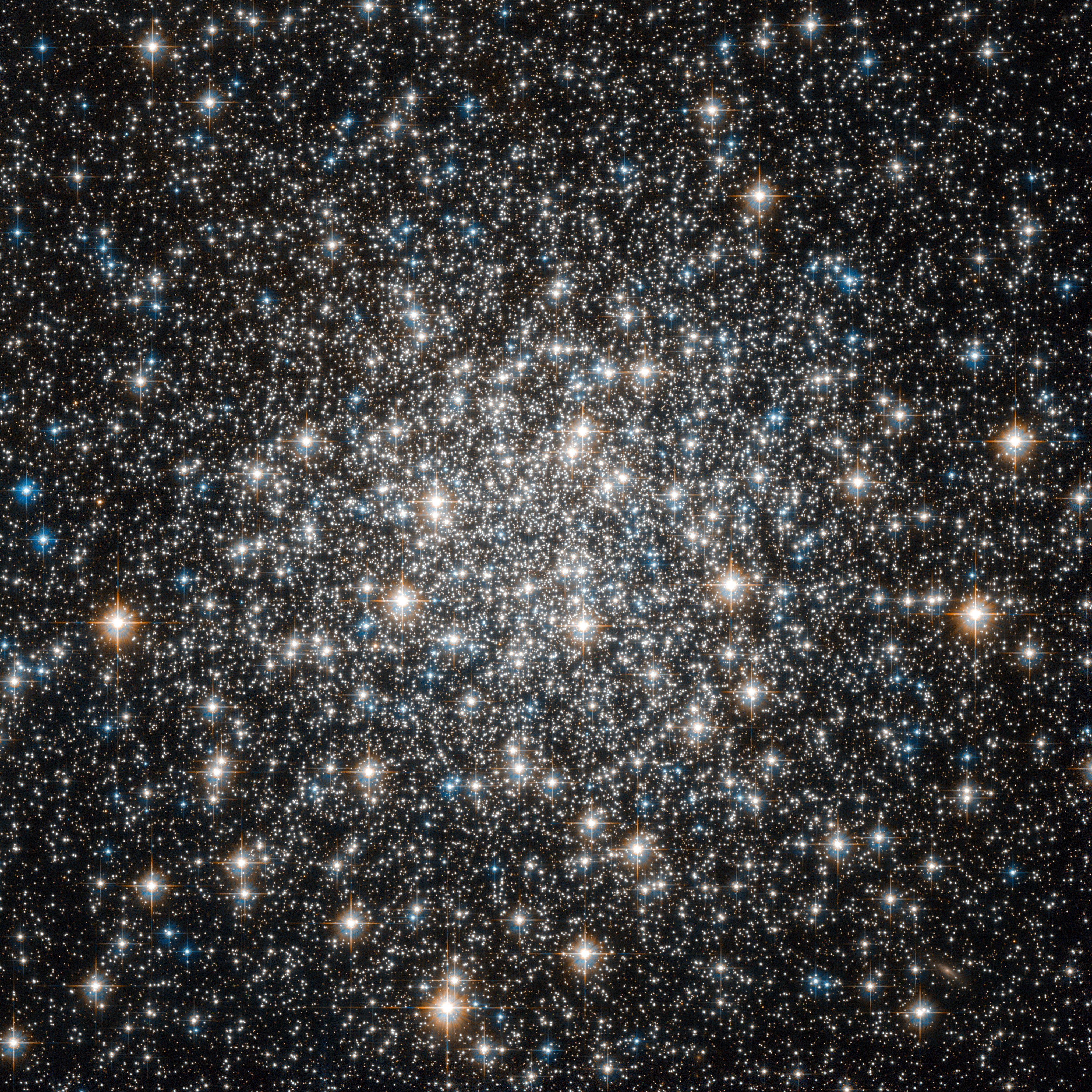
메시에 10은 지구에서 뱀주인자리 방향으로 15000 광년 떨어진 별 덩어리이다.

성단의 분류는 항상 딱 떨어지는 것이 아니라서, 범주 사이에 애매하게 존재하는 것들이 있다. 예컨대 은하수 남쪽에 위치한 BH 176은 산개 성단과 구상 성단의 특징을 모두 가지고 있다.
2005년, 천문학자들은 안드로메다 은하에서 완전히 새로운 형태의 성단을 발견했는데, 이 성단은 여러 모로 구상 성단과 매우 유사했다. 새로이 발견된 성단들은 구상 성단과 마찬가지로 수백에서 수천 개의 별들을 가지고 있었고, 항성종족이나 금속성 등 물리적인 면에서도 구성상단과 유사했다. 이 성단들을 구상 성단과 구분해 주는 것은 바로 그것들의 크기였다. 이 성단들의 크기는 수백 광년에 이르렀고, 그에 따라 밀도는 구상 성단보다 백배 떨어졌다. 새로운 성단 속에 포함된 별들이 서로 떨어진 거리는 매우 컸다. 이 성단들은 구상 성단과 왜소구형은하 사이의 경계 어딘가에 있는 것이 아닌가 하는 추측이 있다.
이 성단들이 어떻게 형성된 것인지는 아직까지 밝혀지지 않았으나, 이것들의 형성 기작은 구상 성단의 그것과 큰 연관이 있을 것이다. 왜 안드로메다 은하는 그런 성단을 갖고 있는데 우리 은하는 없는지 역시 아직 밝혀지지 않았다. 또한 안드로메다 이외에 다른 은하들도 이런 성단들을 보유하고 있는지도 정확하지 않다. 하지만 안드로메다 은하가 이런 성단들을 가지고 있는 유일한 은하일 가능성은 매우 낮아 보인다.

### 관련 대상
산개 성단
성단
구상 성단

## 구상 성단의 조석 작용
구상 성단이 커다란 질량 덩어리(은하 중심부 등)와 조우하게 되면, 성단은 조석 작용을 받게 된다. 질량 덩어리에서 가장 가까운 성단 부분과 가장 먼 성단 부분 사이의 중력 차이로 인해 조석력이 발생한다. 구상 성단의 궤도가 은하평면을 통과할 경우 "조석 충격"(tidal shock)이 일어난다. 조석 충격의 결과로 인해 성단을 구성하던 별들은 바깥으로 흩어져 흘러가 버리고, 성단의 중심 부분만 남게 될 것이다. 이러한 조석 작용은 성단에서 수도(degrees of arg)에 달하는 별의 꼬리를 만들어낼 것이다. 이 꼬리는 성단 궤도를 앞서기도 하고 뒤서기도 한다. 이 꼬리는 성단의 원래 질량의 상당 부분을 차지할 수 있으며, 덩어리를 이룰 수도 있다.
예컨대 구상 성단 팔로마 5는 은하수를 통과한 뒤 궤도의 원은하 중심점 근처에 있다. 성단의 궤도 앞 뒤 방향으로 한 쌍의 별의 흐름들이 뻗어서 나와 약 13,000 광년의 거리에 달한다. 조석 작용은 팔로마 5의 질량 대부분을 벗겨내 버렸으며, 이후 이 성단이 은하핵 주위를 한 번 더 통과한다면 아예 은하 헤일로 주위를 공전하는 길다란 별의 띠가 되어버릴 것이다.
조석 작용은 구상 성단에 운동 에너지를 더해주고, 성단의 증발률을 극적으로 높여 성단의 크기가 쪼그라들게 만든다. 조석으로 인해 성단 바깥쪽의 별들이 벗겨져나갈 뿐 아니라 증발률을 높임으로써 중심 붕괴 과정을 가속화한다. 유사한 작용이 왜소구형은하에서도 일어나는 것으로 생각되는데, 예컨대 궁수자리 왜소 은하는 우리 은하에 가까이 붙어 있어서 그로 인해 조석적 붕괴가 진행중인 것으로 보인다.

## 구상 성단의 궤도
우리 은하의 주위를 역행 운동하는 구상 성단이 많이 발견되어 있다. 한편 2014년에는 메시에 87 주위에서 메시에 87의 중력 속박을 뿌리칠 수 있는 탈출 속도 이상으로 운동하는 구상 성단이 발견되었다.

## 구상 성단과 행성
2000년, 구상 성단 큰부리새자리 47에서 거대가스행성을 찾으려던 탐색 시도의 결과가 발표되었다. 성공적인 발견은 하나도 없었고, 이에 따라 행성을 만들기 위해 필요한 원소(수소와 헬륨을 제외한)의 성분비가 구상 성단은 태양의 최소 40%에 불과하지 않은가 하는 추측이 제기되었다. 지구형 행성들은 규소, 철, 마그네슘 같은 보다 무거운 원소들로 이루어져 있다. 구상 성단은 이러한 중원소 함량이 매우 낮기 때문에, 구상 성단의 구성원인 별이 지구형 행성을 보유하고 있을 확률은 태양 주위의 별들이 그러할 확률과 비교해 극히 희박하다. 마찬가지로 구상 성단을 비롯한 은하헤일로 영역은 인류가 거주 가능한 지구형 행성이 없을 것으로 생각된다.
구상 성단에서는 거대가스행성도 형성되기 어려워 보이지만, 구상 성단 메시에 4에서 행성이 발견된 바 있다. 이 행성은 쌍성계 PSR B1620-26의 펄사 주위를 공전하고 있었다. 이 행성은 궤도 이심률과 궤도 경사가 매우 컸는데, 이로 인해 성단의 다른 별 주위에서 형성된 뒤 나중에 현재의 위치로 오게 된 것이 아닌가 생각된다. 구상 성단 안에서는 별들끼리의 근접 조우가 빈번하게 일어날 것이고, 그로 인해 행성계가 교란되어 행성 일부는 모항성에서 떨어져 나와 떠돌이 행성이 될 것이다. 모항성에 가까운 행성도 궤도가 교란될 수 있으며, 그 결과 궤도 감쇠, 이심률 증가, 조석 효과 등의 현상이 발생할 것이다.

## 같이 보기
- 우주 거리 사다리
- 구상 성단 목록
- 플럼머 모형
- 폴리트로프
- 초성단